# Women's Basketball Hall of Fame

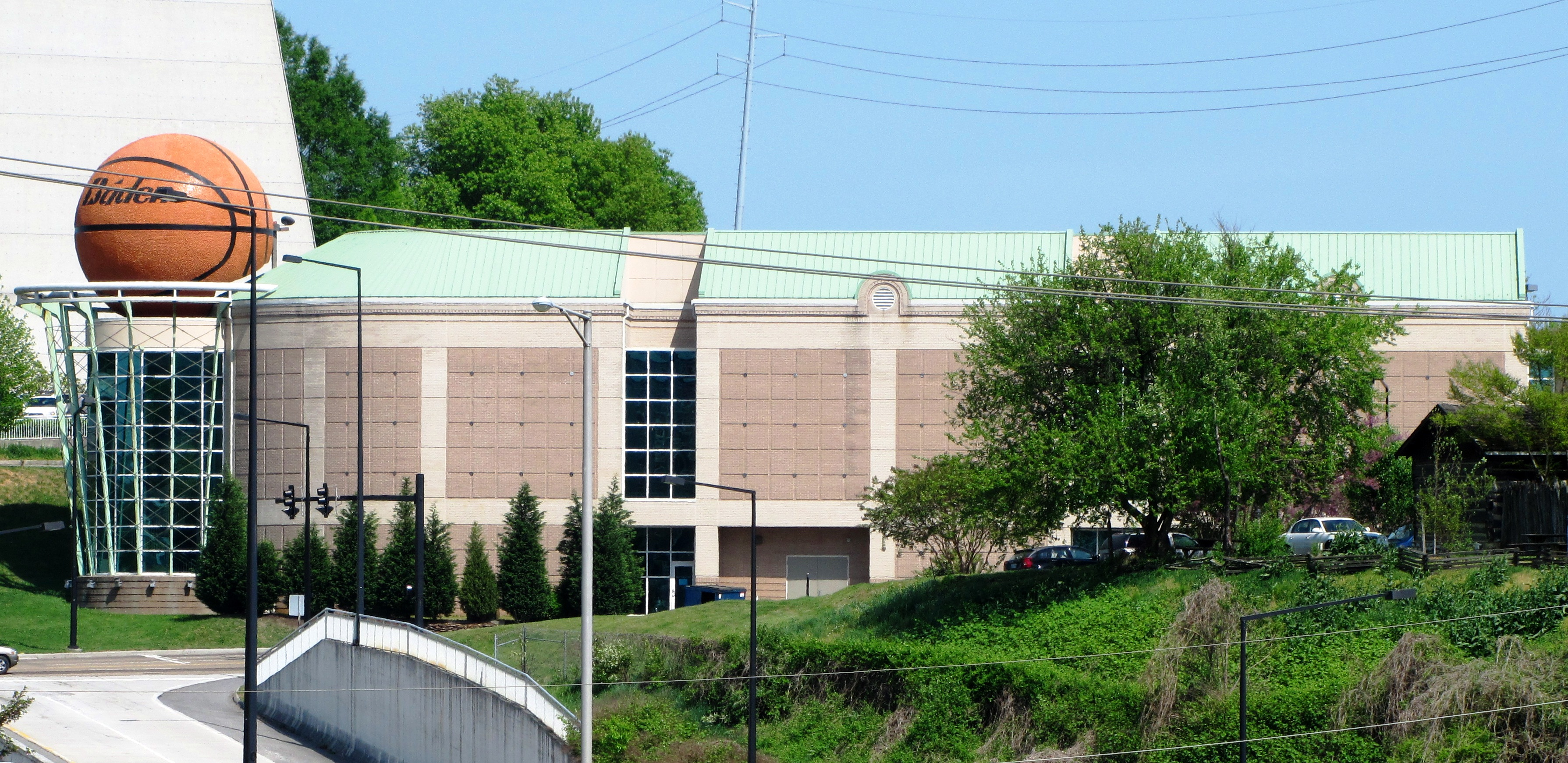
Women's Basketball Hall of Fame.

El Women's Basketball Hall of Fame honra a las personalidades que han contribuido significativamente al baloncesto femenino. El Salón de la Fama fue inaugurado en 1999 en Knoxville (Tennessee, Estados Unidos), una localidad conocida por su gran seguimiento al baloncesto femenino, así como por su equipo, las Tennessee Lady Volunteers de la Universidad de Tennessee. Se trata de la única instalación de este tipo dedicada a todos los niveles del baloncesto femenino.
En 2017, el Salón de la Fama del baloncesto femenino celebró su decimonoveno aniversario y agregó seis nuevos miembros, honrando así a 157 baloncestistas. Las homenajeadas pueden ser elegidas en las siguientes categorías: Entrenadora, Entrenadora veterana, Jugadora, Jugadora internacional, Jugadora veterano, Colaboradora y Oficial.